# Ken Yamaguchi
Pour les articles homonymes, voir Yamaguchi.
Ken Yamaguchi (山口 健, Yamaguchi Ken), né Kiyoshige Yamaguchi (山口 清成, Yamaguchi Kiyoshige) le 24 mars 1956 dans la préfecture de Fukushima à Tōkyō et mort le 24 octobre 2011, est un acteur et seiyū (nom donné aux acteurs japonais spécialisés dans le doublage). Il travaillait pour OYS Produce. Son fils Kiyohiro Yamaguchi fait également du doublage.

## Rôles
- Dragon Ball Z : Buru Beri
- Dragon Ball GT : Suu Shenron